# Dimitri Kirsanoff
Dimitri Kirsanoff, in russo Дими́трий Кирса́нов?, Dmitrij Kirsanov; nato Markus David Zusmanovič Kaplan (Маркус Давид Зусманович Каплан) (Tartu, 6 marzo 1899 – Parigi, 11 febbraio 1957), è stato un regista, sceneggiatore e produttore cinematografico russo naturalizzato francese.

## Filmografia
- L'ironie du destin (1923)
- Ménilmontant - cortometraggio (1926)
- Destin (1927)
- Sables (1929)
- Brumes d'automne (1929)
- Rapt (1934)
- La Plus Belle Fille du monde (1938)
- L'avion de minuit
- Quartier sans soleil
- Deux amis - cortometraggio (1946)
- La giungla del peccato (Le Crâneur) (1955)
- Ce soir les jupons volent
- Miss Catastrophe